# Southern Astrophysical Research Telescope
O Southern Astrophysical Research Telescope, ou abreviadamente SOAR, é um telescópio óptico com espelho primário de 4,1 metros de diâmetro e óptica do tipo Ritchey-Chrétien f/16. Está situado em Cerro Pachón, uma montanha dos Andes Chilenos com altitude de 2.700 metros acima do nível do mar. Foi financiado por um consórcio com os seguintes parceiros: Brasil (representado pelo CNPq), o National Optical Astronomy Observatory (NOAO), a Universidade da Carolina do Norte (UNC) e a Universidade Estadual de Michigan (MSU).

## História
O projeto SOAR foi iniciado pela Universidade da Carolina do Norte em 1987. O projeto conceitual foi aprovado em junho de 1998, sendo que a preparação do terreno para a construção iniciou-se neste mesmo ano. A construção começou em janeiro de 2000, sendo que a instalação do espelho principal deu-se em fevereiro de 2004.
Uma vez testado, constatou-se um problema envolvendo os suportes laterais do espelho primário, o que limitava suas capacidades científicas. A despeito disso, as primeiras observações começaram em fevereiro de 2005, sendo que em junho de 2006 um novo suporte lateral foi instalado e o problema sanado.
O custo do telescópio situa-se em 32 milhões de dolares (excluindo a instrumentação associada), sendo que o CNPq tem participação de 34%, a National Science Foundation de 33%, Universidade da Carolina do Norte com 19% e a Universidade Estadual de Michigan com 14%. Com respeito ao tempo de uso do telescópio, o Brasil terá direito a usar o equipamento em 31% do tempo disponível, o Chile tem direito a 10% (pois recebe o telescópio em seu território), e as entidades norte-americanas vão partilhar os outros 59% do tempo.

## Óptica
O telescópio foi projetado para um campo de visão médio e para espectroscopia do ultravioleta até o infravermelho próximo (0.3 até 2.5 μm).
O telescópio possui um espelho primário de 4,1 m de diâmetro, e espelhos secundário e terciário. Todos são feitos de um vidro especial com baixo coeficiente de expansão térmica conhecido como ULE (em inglês: Ultra Low Expansion) produzido pela empresa Corning. O espelho primário possui apenas 10 cm de espessura e uma óptica ativa com 120 atuadores eletromecânicos que mantêm a curvatura correta do espelho em qualquer posição.
O telescópio possuiu uma óptica adaptativa ligada ao espelho primário e secundário para a correção da turbulência atmosférica, além do espelho terciário que também é capaz de corrigir parcialmente essa turbulência pela técnica de tip-tilting operando em 50 Hz.
Possui dois pontos de observação com foco Nasmyth e três com foco Cassegrain, sendo que a luz é dirigida para cada um desses pontos por meio do espelho terciário móvel.
O prédio que abriga o telescópio foi projetado nos Estados Unidos e construídos por empreiteiros chilenos, a cúpula foi construída no Brasil usando painéis de fibra de vidro vindo dos Estados Unidos.